# 80 (015B)
80은 대한민국의 그룹 015B의 2012년 발매한 싱글이다. 정석원, 장호일, 비 스윗이 참여했다.

## 곡 목록
1. 80 (feat.비 스윗) – 3:34
2. 80 (Inst.) – 3:34

## 같이 보기
- 015B 디스코그래피